# Umbusi
Umbusi – wieś w Estonii, w prowincji Jõgeva, w gminie Põltsamaa.
Przez miejscowość przepływa rzeka Umbusi.